# Copa de las Naciones UCI sub-23 2010
La Copa de las Naciones UCI sub-23 2010, fue la cuarta edición del calendario ciclístico creado por la Unión Ciclista Internacional para corredores menores de 23 años.
Estuvo compuesto por siete carreras (una más que en la edición anterior, al retornar el Giro de las Regiones), cuatro de ellas por etapas y 3 de un día. Los puntos obtenidos en las mismas dieron como ganador a Eslovenia quedando los Países Bajos y Francia en segundo y tercer lugar respectivamente.

## Resultados
| Fecha     | País         | Carrera                                | Categoría | Vencedor             | Vencedor (Países) | Líder (Países) |
| --------- | ------------ | -------------------------------------- | --------- | -------------------- | ----------------- | -------------- |
| 26/3-28/3 | Portugal     | Troféu Cidade da Guarda-G. P. Portugal | 2.Ncup    | Tom Dumoulin         | Países Bajos      | Países Bajos   |
| 10/4      | Bélgica      | Tour de Flandes sub-23                 | 1.Ncup    | Marko Kump           | Eslovenia         | Países Bajos   |
| 14/4      | Francia      | La Côte Picarde                        | 1.Ncup    | Viacheslav Kuznetsov | Rusia             | Países Bajos   |
| 17/4      | Países Bajos | ZLM Tour                               | 1.Ncup    | Arman Kamyshev       | Kazajistán        | Países Bajos   |
| 26/4-27/4 | Italia       | Giro de las Regiones                   | 2.Ncup    | Enrico Battaglin     | Italia            | Países Bajos   |
| 3/6-6/6   | Canadá       | Coupe des Nations Ville Saguenay       | 2.Ncup    | Luka Mezgec          | Eslovenia         | Eslovenia      |
| 5/9-12/9  | Francia      | Tour del Porvenir                      | 2.Ncup    | Nairo Quintana       | Colombia          | Eslovenia      |

## Clasificación
| Pos. | País           | Puntos |
| ---- | -------------- | ------ |
| 1º   | Eslovenia      | 106    |
| 2º   | Países Bajos   | 103    |
| 3º   | Francia        | 90     |
| 4º   | Colombia       | 77     |
| 5º   | Estados Unidos | 61     |
| 6º   | Alemania       | 61     |
| 7º   | Rusia          | 57     |
| 8º   | Dinamarca      | 56     |
| 9º   | Portugal       | 49     |
| 10º  | Bélgica        | 48     |